# Wilmington (Vermont)
Wilmington je město v Windham County, Vermont, USA. Při sčítání lidu v roce 2010, zde žilo 1876 lidí.

## Historie
Město v roce 1751 založil Benning Wentworth, guvernér kolonií New Hampshire. Bylo pojmenováno na počest Spencera Comptona, 1. hrabě z Wilmingtonu. Wilmington je domovem Haystack Mountain Ski Area, který funguje jako soukromý klub, The Hermitage Club.

## Geografie
Podle United States Census Bureau, město má rozlohu 106,9 km², z čehož 102,1 km² je země a 4,7 km² je voda.

## Doprava

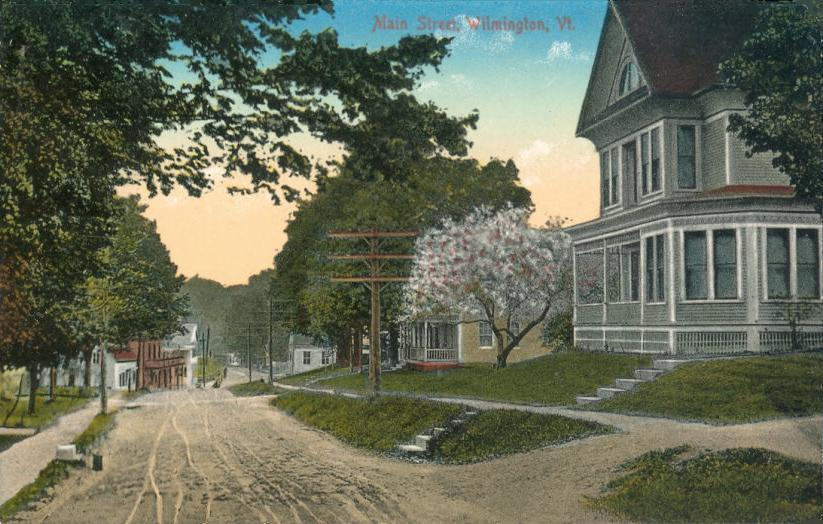
Hlavní ulice (1914)

The Deerfield Valley Transit Association (DVTA) je místní primární veřejná autobusová doprava pro Wilmington a zbytek Deerfield Valley. Jejich přezdívka, The „MOOver“, je odvozena podle vzhledu a systému černo-bílých autobusů. Navíc, v týdnu je expresní autobusová doprava do Benningtonu poskytována od DVAT (ráno) a od Green Mountain Express` Emerald Line (večer).

## Klima
Wilmington zažívá vlhké kontinentální klima s vlhkými a teplými léty a chladnými (někdy silně chladnými) zimami. Zatímco sněžení se může od roku k roku velmi lišit v přilehlých městech jako Bennington a Brattleboro, Wilmingtonské sněžení je těžké každý rok kvůli jeho výšce v Green Mountains` high country.